# منوچهر صفروف
منوچهر فردوسی‌یویچ صفروف (به تاجیکی: Манучеҳр Фирдавсиевич Сафаров؛ زادهٔ ۳۱ مه ۲۰۰۱) بازیکن فوتبال اهل تاجیکستان است که سابقه حضور در تیم های استقلال دوشنبه  و پرسپولیس دارد در پست دفاع راست و وینگر راست برای باشگاه فوتبال دینامو سمرقند در لیگ فوتبال ازبکستان و تیم ملی فوتبال تاجیکستان بازی می‌کند.

## دوران باشگاهی

### پرسپولیس
در ۱۶ آبان ۱۴۰۰، استقلال دوشنبه پیوستن دو بازیکن این تیم، منوچهر صفروف و وحدت حنانوف را به پرسپولیس تأیید کرد. این دو بازیکن به نخستین تاجیک‌های فوتبال ایران تبدیل شدند.

## دوران ملی

### تاجیکستان
صفروف نخستین بازی خود را برای تیم ملی فوتبال تاجیکستان در ۱۰ سپتامبر ۲۰۱۹ در برابر مغولستان انجام داد.

## آمار بازی‌های ملی
تا تاریخ ۱۷ نوامبر ۲۰۲۲
| تاجیکستان | تاجیکستان | تاجیکستان |
| سال       | بازی      | گل        |
| --------- | --------- | --------- |
| ۲۰۱۹      | ۵         | ۰         |
| ۲۰۲۰      | ۳         | ۰         |
| ۲۰۲۱      | ۶         | ۰         |
| ۲۰۲۲      | ۸         | ۰         |
| مجموع     | ۲۲        | ۰         |

## آمار باشگاهی
تا تاریخ ۴ تیر ۱۴۰۱
| باشگاه                | دسته                  | فصل                   | لیگ برتر | لیگ برتر | جام حذفی | جام حذفی | آسیا | آسیا | سوپر جام | سوپر جام | مجموع | مجموع |
| باشگاه                | دسته                  | فصل                   | بازی     | گل       | بازی     | گل       | بازی | گل   | بازی     | گل       | بازی  | گل    |
| --------------------- | --------------------- | --------------------- | -------- | -------- | -------- | -------- | ---- | ---- | -------- | -------- | ----- | ----- |
| خجند                  | لیگ عالی              | ۲۰۲۰                  | ۷        | ۰        | ۰        | ۰        | ۱*   | ۰    | ۱        | ۰        | ۹     | ۰     |
| مجموع خجند            | مجموع خجند            | مجموع خجند            | ۷        | ۰        | ۰        | ۰        | ۱    | ۰    | ۱        | ۰        | ۹     | ۰     |
| لوکوموتیو پامیر       | لیگ عالی              | ۲۰۲۰                  | ۸        | ۱        | ۰        | ۰        | ۰    | ۰    | ۰        | ۰        | ۸     | ۱     |
| مجموع لوکوموتیو پامیر | مجموع لوکوموتیو پامیر | مجموع لوکوموتیو پامیر | ۸        | ۱        | ۰        | ۰        | ۰    | ۰    | ۰        | ۰        | ۸     | ۱     |
| استقلال دوشنبه        | لیگ عالی              | ۲۰۲۱                  | ۱۸       | ۳        | ۰        | ۰        | ۶    | ۲    | ۱        | ۰        | ۲۵    | ۵     |
| مجموع استقلال دوشنبه  | مجموع استقلال دوشنبه  | مجموع استقلال دوشنبه  | ۱۸       | ۳        | ۰        | ۰        | ۶    | ۲    | ۱        | ۰        | ۲۵    | ۵     |
| پرسپولیس              | لیگ برتر              | ۰۱–۱۴۰۰               | ۲        | ۰        | ۲        | ۰        | ۰    | ۰    | ۱        | ۰        | ۵     | ۰     |
| مجموع پرسپولیس        | مجموع پرسپولیس        | مجموع پرسپولیس        | ۲        | ۰        | ۲        | ۰        | ۰    | ۰    | ۱        | ۰        | ۵     | ۰     |
| مجموع آمار            | مجموع آمار            | مجموع آمار            | ۳۵       | ۴        | ۲        | ۰        | ۷    | ۲    | ۳        | ۰        | ۴۷    | ۶     |

* بازی‌ها شامل رقابت‌های ای‌اف‌سی کاپ است.

## افتخارات

### باشگاهی
استقلال دوشنبه
- سوپرجام: قهرمان ۲۰۲۱

فردی
- تیم منتخب لیگ قهرمانان آسیا ۲۰۲۱[۵]